# Região Geográfica Intermediária de Cuiabá
A Região Geográfica Intermediária de Cuiabá é uma das cinco regiões intermediárias do estado brasileiro de Mato Grosso e uma das 134 regiões intermediárias do Brasil, criadas pelo Instituto Brasileiro de Geografia e Estatística (IBGE) em 2017. É composta por 30 municípios, distribuídos em três regiões geográficas imediatas.
Sua população total estimada pelo Instituto Brasileiro de Geografia e Estatística (IBGE) para 1º de julho de 2018 é de 1 407 326 habitantes, distribuídos em uma área total de 171 920,354 km².
Cuiabá é o município mais populoso da região intermediária, além de ser capital do estado, com 607 153 habitantes, de acordo com estimativas de 2018 do Instituto Brasileiro de Geografia e Estatística (IBGE).

## Regiões geográficas imediatas
| Região geográfica imediata                     | Municípios | População Estimativa 2018 | Área (km²)  |
| ---------------------------------------------- | --- | ------------------------- | ----------- |
| Região Geográfica Imediata de Cuiabá           | Acorizal Barão de Melgaço Campo Verde Chapada dos Guimarães Cuiabá Jangada Nobres Nossa Senhora do Livramento Nova Brasilândia Planalto da Serra Poconé Rosário Oeste Santo Antônio de Leverger Várzea Grande | 1 075 585                 | 79 610,991  |
| Região Geográfica Imediata de Tangará da Serra | Barra do Bugres Brasnorte Campo Novo do Parecis Denise Nova Olímpia Porto Estrela Sapezal Tangará da Serra | 247 704                   | 61 304,143  |
| Região Geográfica Imediata de Diamantino       | Alto Paraguai Arenápolis Diamantino Nortelândia Nova Marilândia Nova Maringá Santo Afonso São José do Rio Claro                                                                                               | 84 037                    | 31 005,220  |
| Total                                          | 30 | 1 407 326                 | 171 920,354 |